# Нова Диканька
Нова́ Дика́нька — село в Україні, у Решетилівській міській громаді Полтавського району Полтавської області. Населення становить 54 осіб. До 2020 орган місцевого самоврядування — Демидівська сільська рада.

## Населення

### Мова
Розподіл населення за рідною мовою за даними перепису 2001 року:
| Мова       | Кількість | Відсоток |
| ---------- | --------- | -------- |
| українська | 50        | 92.59%   |
| російська  | 4         | 7.41%    |
| Усього     | 54        | 100%     |

## Географія
Село Нова Диканька знаходиться на лівому березі річки Вільхова Говтва, вище за течією на відстані 2 км розташоване село Долина, нижче за течією на відстані 2,5 км розташоване село Демидівка. Поруч проходить автомобільна дорога М03.

## Історія
12 червня 2020 року, відповідно до розпорядження Кабінету Міністрів України № 721-р «Про визначення адміністративних центрів та затвердження територій територіальних громад Полтавської області», село увійшло до складу Решетилівської міської громади.
19 липня 2020 року, в результаті адміністративно - територіальної реформи та ліквідації Решетилівського району, село увійшло до складу новоутвореного Полтавського району Полтавської області.

## Люди
В селі народилася Михайло Марія Павлівна (1932—2006) — українська килимарниця.